# Flat mountain
Flat Mountain (ook wel gespeld als Flatt Mountain) is een Nederlandse bluegrassband, afkomstig uit Meppel, Drenthe. De band staat bekend om haar energieke, akoestische uitvoeringen van traditionele Amerikaanse rootsmuziek.

## Geschiedenis
Flat Mountain ontstond rond 2017 in Meppel, aanvankelijk als een gelegenheidsformatie voor een optreden in het lokale muziekcafé Clouso. Het onverwachte succes van dit eerste optreden leidde ertoe dat de band besloot om samen te blijven en zich verder te ontwikkelen.1
De band heeft sindsdien een solide live-reputatie opgebouwd in de regionale muziekscene en heeft op diverse podia en evenementen opgetreden, waaronder Sociëteit Tivoli in Meppel en in het programma Djammen van RTV Drenthe.2

## Muzikale stijl
De muzikale stijl van Flat Mountain is diepgeworteld in de Amerikaanse bluegrass-traditie. Het repertoire bestaat voornamelijk uit covers van invloedrijke artiesten zoals The Stanley Brothers, Flatt & Scruggs en Bill Monroe. De band speelt volledig akoestisch in een klassieke bluegrass-bezetting, bestaande uit gitaar, banjo, mandoline, viool (fiddle) en contrabas. Hun optredens worden gekenmerkt door snelle tempo's, samenzang en een energieke podiumpresentatie.

## Leden
Een van de bekende leden van de band is de Meppeler muzikant en kunstenaar Joren Hans, Evert Jepma, Peter Cruise en Niels Krijger.

## Verwarring met Flat Mountain Collective
De band Flat Mountain is een onafhankelijke entiteit en dient niet verward te worden met het Flat Mountain Collective, een samenwerkingsverband van Nederlandse folk- en rootsartiesten dat onder meer het Flat Mountain Festival organiseert. Hoewel de naam overeenkomt en de genres verwant zijn, staan de band en het collectief los van elkaar.